# Seigneurie de Montjoie-le-Château
La seigneurie puis baronnie de Montjoie-le-Château doit son existence aux seigneurs de Glère existant depuis le Xe siècle. La généalogie de ces derniers est incertaine mais ils semblent apparenté à la famille de Ferrette car ceux-ci les appelaient leurs cousins, titre qui à l'époque n'était donné que pour souligner le lien de parenté. C'est dans le courant du XIIIe, après la construction du château de Montjoie, que les seigneurs de Glère prendront le nom de Glère-Montjoie, ils seront nommés sous ce patronyme dans toutes les chartes jusqu'en 1414. Avec le décès de Louis de Montjoie la branche ainée disparait. Le nom et les armes de la maison de Montjoie-le-Château seront relevés par les barons de Thuillières qui formèrent la seconde branche du nom de Thuillières-Montjoie. Après la destruction du château ils habiteront leur maison de Vaufrey, ensuite ils partiront en premier lieu à Bâle pour fuir la Révolution française puis à Baden.

## L'origine
La maison de Montjoie descendait donc de l'antique maison de Glère. Le premier seigneur connu est Jean de Glère vivant au milieu du Xe siècle et qui aurait participé à la conquête de l'Alsace par l'empereur d'Allemagne Henri Ier de Germanie après la déchéance de Charles le Simple. En remerciement de ses services militaires l'empereur lui aurait concédé le fief de Glère. Richard Ier de Saint-Mauris, époux d'Adeline de Montjoie vivant en 1085, prendra la qualification de "libre" dans divers actes ce qui signifiait que sa terre était de franc-alleu et donc qu'il vivait en totale indépendance. Ses successeurs se feront souvent appelés "libres barons, dynastes" ce qui renforçait leur entière souveraineté dans leur terre et donc le droit de "battre monnaie".

## Le château

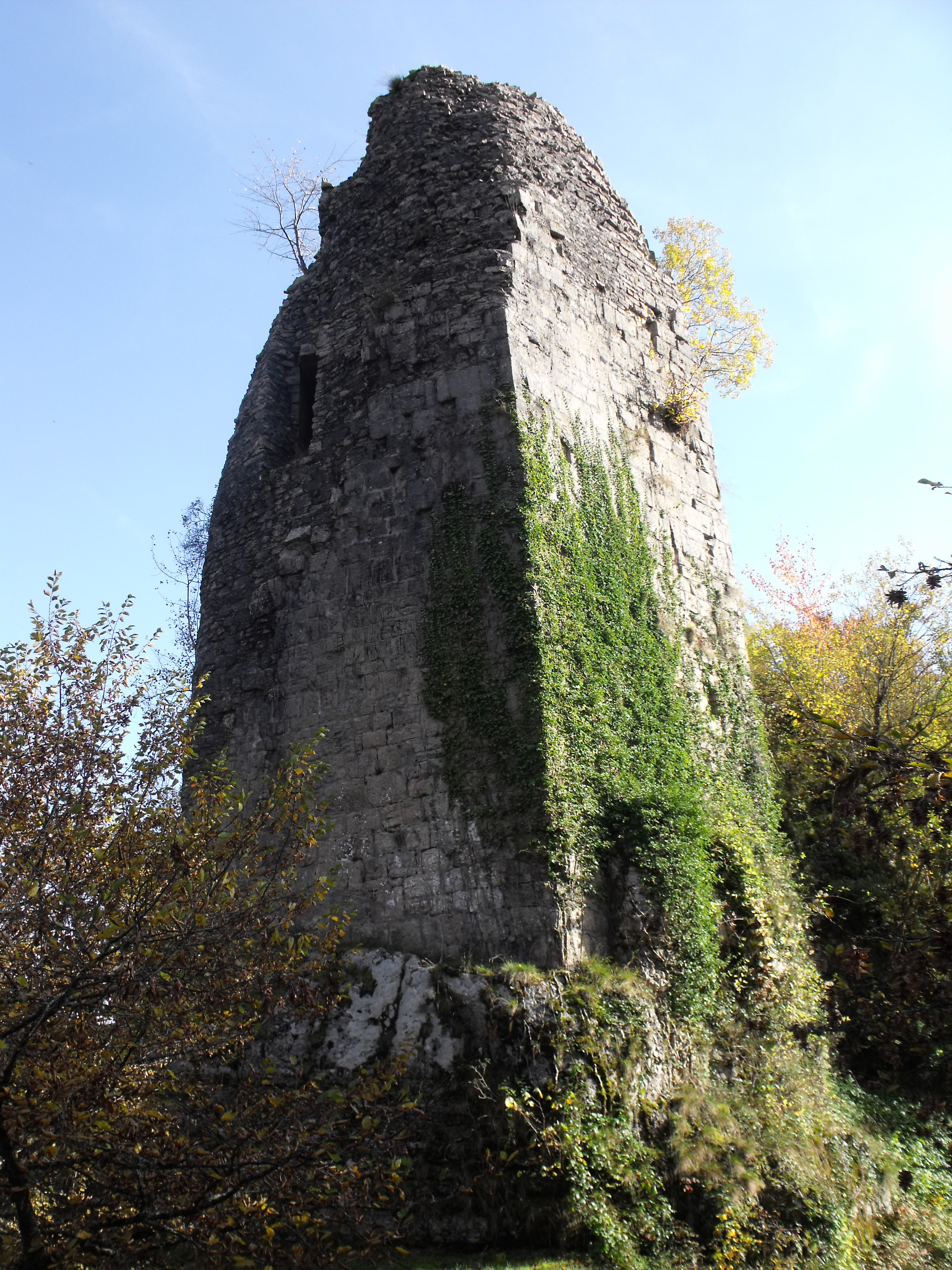
Restes du château

La baronnie de Montjoie tirait son nom du rocher où se dressait son château et qui en était le chef-lieu (Mons Gaudii en latin et Froberg en allemand). Là avait été construite la forteresse d'une surface de 85 ares au pied de laquelle se rassemblait le village. C'est Richard Ier de Glère qui le fait bâtir vers la fin du XIIe siècle. La forteresse présentait un front semi-circulaire et était entourée de murs épais et élevés percés de meurtrières. Son entrée était flanquée de deux tourelles, deux autres tours (l'une du côté de Montjoie et l'autre du côté de Vaufrey) renfermaient le manoir seigneurial et les logements de la garnison. Dans la partie nord-est de l'esplanade, et un peu en hauteur, se trouvait la chapelle, encore plus loin s'élevait une imposante tour hexagonale. Lors des guerres du XVIIe siècle, les Français assiègeront la forteresse de Montjoie. En juin 1635, après trois semaines de durs combats, ils prennent le château, font sauter les tours et les murailles et brûlent les maisons de la place et du bourg ; seule la chapelle est épargnée.

## Armoiries
Il ne s'agit pas ici des armoiries de la commune, qui semble ne pas avoir d'armes propres.
- L'ancienne maison de Montjoie portait : De gueules à la clef d'argent posée en pal[1],[2].

- La moderne écartela à la clef d'or, armoiries des Thuillières-Lorraine selon l'Essai sur l'histoire de la maison et la baronnie de Montjoie[1].

- Au XVIIIe siècle ils portaient : De gueules écartelées au 1er et 3e à la clef d'argent tournée du côté dextre ; au 2e et 4e à la clef d'or aussi en pal tournée du côté sénestre, accompagnées de quatre pièces carrées d'or taillées en pierres précieuses, entassées en pal du côté dextre de la clef d'or, et de cinq boules d'argent rangées en sautoir du côté sénestre de la clef d'or[2]. L'écu était timbré d'une couronne de marquis ayant pour support deux satyres, l'un au pied d'homme et l'autre au pied de chèvre, celui du côté dextre soutenant la clef d'argent de la main gauche, et l'autre du côté sénestre tenant une massue posée sur le pied d'homme, et en cœur un écu plus petit, porté et coupé de deux, surmonté d'une couronne comtale[1].

## Le fief
Bordé par l'ancien évêché de Bâle au nord-est et par la Franche-Montagne ainsi que le comté de Bourgogne au sud-ouest, le fief de Montjoie-le-Château s'élevait en baronnie. Les villages qui la formaient étaient Glère et Vaufrey dans la vallée sur la rive droite du Doubs ; Montancy, Vernois-le-Fol et Montursin au-dessus du Lomont ; sur la rive gauche Les Chèseaux ainsi que Bremoncourt et sur le plateau de la montagne le château de Moron, les villages et hameaux de Montmoiron, Burnevillers, Richebourg, Le Bail, Surmont et La Malnuit.
Plus tard les possessions de la maison de Montjoie-le-Château s'étendront dans le Sundgau (partie de la haute Alsace avoisinant la Suisse et la Franche-Comté) par les terres que les évêques de Bâle et les princes d'Autriche lui donneront, à savoir : Hirsingen, Heymersdorf, Bisel en partie, Hundelingen, Ruederbach, Bruebach, Muspach ; viendront encore s'ajouter des villages de la région de Belfort tels que Bessoncourt, Grosne, Perouse et Recouvrance. À partir de 1291 ils possèdent le péage de Delémont, et avec le mariage de Guillaume II de Montjoie et de Catherine de Neuchâtel (fille de Rodolphe IV de Neuchâtel en Suisse) ils deviennent propriétaires de droit sur la souveraineté de Neuchâtel et de Valangin.
Ils se déclarent vassaux de Renaud de Bourgogne, comte de Montbéliard, en 1297, et ce dernier désignait le seigneur de Montjoie comme "mon amé et féal chevalier (Noster fidelis et amabilis miles dominus de Montegaudio)". Le seigneur de Montjoie reportera cet hommage à l'évêque de Bâle pour le château et ses dépendances comme "Vuillerme de Gleires les tient de lui (Castrum de Montjoie cum suis pertinentiis secundum quod dominus Vuillermus de Gleires tenet ab ipso)", ainsi en 1308 ils reçoivent les dîmes des paroisses de Grentzingen et d'Hirtsingen à charge de défendre la ville de Porrentruy en cas d'attaque.

## Accroissement du fief
Devant le faible nombre d'habitants de sa seigneurie, Guillaume de Montjoie décide d'adoucir la condition de ses sujets et conclut un traité avec Jean de la Roche, seigneur de Saint-Hippolyte et de Châtillon-sous-Maîche, pour supprimer le droit de abzug en 1307 en plus d'accorder des franchises qui suppriment la taille et la corvée. À cela il faut ajouter les terres que lui offriront la maison d'Autriche et la suzeraineté qu'exercera la maison de Neuchâtel-Bourgogne puis de Montbéliard sur Montjoie-le-Château ; ceci devait faciliter l'accession de la maison de Montjoie à des postes importants comme en témoignent les titres de Louis de Montjoie qui était Grand Maréchal de l'église romaine, chevalier de l'ordre de l'Annonciade, conseiller et chambellan du roi de France et vice-roi des royaumes de Sicile et de Naples.

## Terres d'Alsace
Les villages d'Hirsingen et d'Heymersdorf, possédant tous deux un château, donneront leur nom à deux branches de la maison de Montjoie-le-Château. Celles-ci étaient élevées en baronnie puis en comté de Montjoie parallèlement à la maison d'origine. Jusqu'à la Révolution française les terres de Montjoie-le-Château faisaient partie de la province d'Alsace et à ce titre elles étaient appelées terres d'Alsace ou la terrotte (petite terre). Au VIIe siècle la haute Alsace s'étendait jusqu'à Saint-Ursanne, terres que les ducs d'Alsace avaient concédées au Monastère de Luxeuil, par conséquent celles de Montjoie, en étant l'extension, en faisaient aussi partie. Dans le siècle suivant ces terres passèrent dans celles tenues par les comtes de Montbéliard. Ainsi la vallée de Montjoie n'est devenue terre d'Alsace qu'au début du XVe siècle.

## Droit féodal
Les sujets de Montjoie-le-Château étaient mainmortables jusqu'à la fin du XVIIIe siècle. Ils devaient la dîmes à la sixième gerbe sur les terres anciennes et à la dixième sur les terres nouvelles avec un cens annuel de 8 deniers de France. Si les villageois vendaient où échangeaient des terres ils devaient le droit du sceau, de lods et de tabellionnage au seigneur. Ils étaient redevables de cinq corvées annuelles pour la culture des terres et les réparations des châteaux, la participation à trois où quatre traques dans ses chasses, les droits d'octroi dits de umbgelt sur les marchandises, ceux de habwein et de rechetwein sur les débits de vin. Ils avaient le droit de couper du bois dans les forêts du seigneur pour le chauffage ou la construction et la réparation de leur maison et pour fabriquer des instruments d'agriculture en acquittant un droit de forestage. Ils pouvaient défricher des prés pour y faire paître leur bétail et les familles les plus pauvres pouvaient y faire des cultures pendant six ans en payant la dîme à la sixième gerbe, après quoi ces terres retournaient à la communauté. Toutes les terres cultivées, les pâturages, les forêts et les cours d'eau appartenaient au seigneur. De par son histoire alsacienne, la seigneurie de Montjoie-le-Château appliquait le droit de abzug qui impose au dixième de ses biens un villageois qui voulait quitter la seigneurie et la coutume de ferrette relative aux contrats de mariage.
Le seigneur de Montjoie avait le droit de battre monnaie, mais en 1554 l'empereur Charles Quint fit interdire l'utilisation de cette monnaie au prétexte qu'elle n'était pas de poids et d'aloi, ce qui faisait dire "les mauvais payeurs paient en monnaie de Montjoie". Cette interdiction avait été prise par un édit du parlement de Dole qui défendait d'apporter, d'envoyer et d'employer au comté ces monnaies. Ceci était valable également à Vauvillers et à Franquemont mais ces deux seigneuries avaient en plus interdiction de battre ou de forger la monnaie, ce qui restait autorisé à Montjoie.

## Le bailliage
Le bailli était nommé par le seigneur de Montjoie et exerçait ses fonctions au château puis, après sa destruction, à Indevillers. Il était assisté d'un procureur fiscal ou d'un prévôt, d'un greffier nommé aussi "bandelier", d'un commis-greffier ou "substitut provisionné juré de la seigneurie". La seigneurie comptait quatre ou cinq notaires habitant les villages mais pour les actes qui devaient être produits hors de la seigneurie seul le greffier avait l'autorité. Le seigneur était représenté par le châtelain qui faisait office de fermier général et de surveillant de forêts sans fonction judiciaire. Chaque communauté avait un maire dit aussi "syndic" ou "échevin" qui était nommé par le seigneur, il en était de même pour le forestier. Ces deux derniers fonctionnaires étaient sous l'autorité du "grand maire" domicilié à Montjoie puis à Vaufrey.

## Sources
- Jean François Nicolas Richard, Essai sur l'histoire de la maison et la baronnie de Montjoie, 1860 (lire en ligne), p. 9, 11, 12, 17, 18, 19, 20, 21, 35, 36

- Plantet, Essai sur les monnaies du comté de Bourgogne depuis l'époque gauloise jusqu'à la réunion de la Franche-Comté à la France, sous Louis XIV, A. Robert, 1855 (lire en ligne), p. 253-256

- Johann Daniel Schoepflin, Histoire des dix villes jadis libres et impériales de la préfecture de Haguenau, deuxième partie, Suite de l'histoire d'Alsace, J.H. Decker, 1825 (lire en ligne), p. 70, 71, 72, 119, 154, 169